# Míster Gay Europa 2009
| 2005-Oslo 2006-Ámsterdam 2007-Budapest 2008-Budapest | 2009-Oslo 2010-Ginebra 2011-Braşov 2012-Roma | 2013-Praga 2014-Viena 2015-No celebrado 2016-Oppdal |

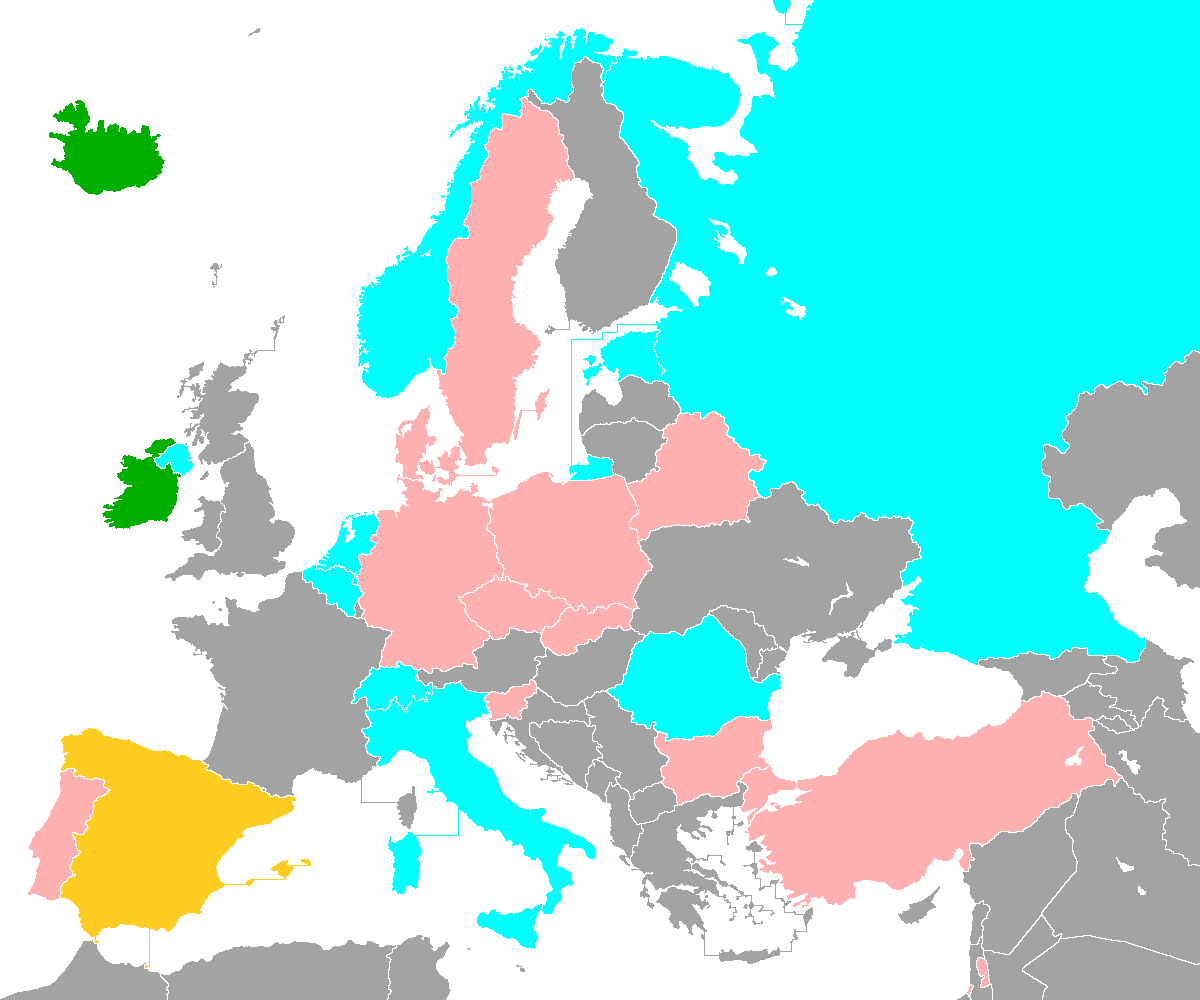

Míster Gay Europa 2009 fue el 5º certamen de belleza gay en Europa y se celebró el 24 de agosto en Oslo, Noruega. Participaron 24 concursantes de otras tantas naciones europeas (el mayor número de participantes en los 5 años de celebración). El español Sergio Lara se proclamó vencedor, llevando así la corona para España por segundo año consecutivo.

## Participantes
| País              | Nombre                   | Edad | Altura | Ciudad       | Ocupación                                   |  |
| ----------------- | ------------------------ | ---- | ------ | ------------ | ------------------------------------------- |  |
| Bielorrusia       | Andrei Charkas           | 23   | 182    | Minsk        | Vendedor y periodista                       |  |
| Bélgica           | Cédric Fievey            | 26   | 173    | Bruselas     | Gerente de producción                       |  |
| Bulgaria          | Radolav Iliev            | 22   | 178    | Sofía        | Estudiante                                  |  |
| República Checa   | Martin Miko              | 23   | 192    | Častá        | Barman                                      |  |
| Dinamarca         | Mitchel Nebelong-Ibsen   | 20   | 180    | Kastrup      | Trabajador contra el sida                   |  |
| Estonia           | Madis Räästas            | 28   | 180    | Tallin       | Camarero                                    |  |
| Alemania          | Dominic Meury            | 23   | 180    | München      | Trabajador industrial                       |  |
| Islandia          | Magnus Jonsson           | 24   | 184    | Reykjanesbær | Steward e instructor de spinning            |  |
| Irlanda           | Jason Masterson          | 23   | 165    | Tallaght     | Asistente de Atención de los Discapacitados |  |
| Italia            | Antony Cortinovis        | 24   | 183    | Bérgamo      | Pizzero                                     |  |
| Países Bajos      | Jeffrey Zevenbergen      | 27   | 190    | Ridderkerk   | Trabajador social                           |  |
| Irlanda del Norte | James Smallman           | 23   | 176    | Derry        | Barman y asistente en llamadas              |  |
| Noruega           | Walter Heidkampf         | 49   | 184    | Oslo         | Oficial de saluz jefe                       |  |
| Palestina         | Mukhtar Barakat          | 28   | 178    | Cisjordania  | Persona de libre dedicación                 |  |
| Polonia           | Kamil Szmerdt            | 21   | 175    | Tychy        | Barman                                      |  |
| Portugal          | André Caldeira Rodrigues | 32   | 180    | Lisboa       | Empresario y ejecutivo financiero           |  |
| Rumania           | Andy Claudiu Postica     | 22   | 180    | Bucarest     | Estilista                                   |  |
| Rusia             | David Baramija           | 24   | 180    | Vladímir     | Paisajista                                  |  |
| Eslovaquia        | Roman Vašek              | 21   | 178    | Častá        | Recepcionista                               |  |
| Eslovenia         | Robert Kulovec Mueller   | 29   | 182    | Liubliana    | Propietario de una empresa web              |  |
| España            | Sergio Lara              | 26   | 180    | Barcelona    | Graduado                                    |  |
| Suecia            | Mirza Muhic              | 28   | 182    | Estocolmo    | Comerciante y vendedor                      |  |
| Suiza             | Ricco Müller             | 24   | 174    | Zúrich       | Productor                                   |  |
| Turquía           | Halil Adem Said          | 25   | 178    | Bursa        | Recepcionista                               |  |

## Títulos otorgados
| Título               | País         |
| -------------------- | ------------ |
| Míster Gay Europa    | España       |
| Ganador del Desafío  | Estonia      |
| Míster popuaridad    | Países Bajos |
| Míster talento       | Rusia        |
| Míster Traje de baño | España       |

## Clasificación
| \| País \| \| ----------------- \| \| España \| \| Islandia \| \| Irlanda \| \| Bélgica \| \| Estonia \| \| Italia \| \| Países Bajos \| \| Irlanda del Norte \| \| Noruega \| \| Rumanía \| \| Rusia \| \| Suiza \| | Míster Gay Europa 2009 Top 3 Top 12 |  |
| País |                                     |  |
| España |                                     |  |
| Islandia |                                     |  |
| Irlanda |                                     |  |
| Bélgica |                                     |  |
| Estonia |                                     |  |
| Italia |                                     |  |
| Países Bajos |                                     |  |
| Irlanda del Norte |                                     |  |
| Noruega |                                     |  |
| Rumanía |                                     |  |
| Rusia |                                     |  |
| Suiza |                                     |  |